# Aparecida do Salto
Aparecida do Salto é um povoado (aglomerado rural) do município brasileiro de Ituverava, que integra a Aglomeração Urbana de Franca, no interior do estado de São Paulo.

## História

### Origem
O povoado de Aparecida do Salto foi fundado na década de 30 em território do município de Ituverava.

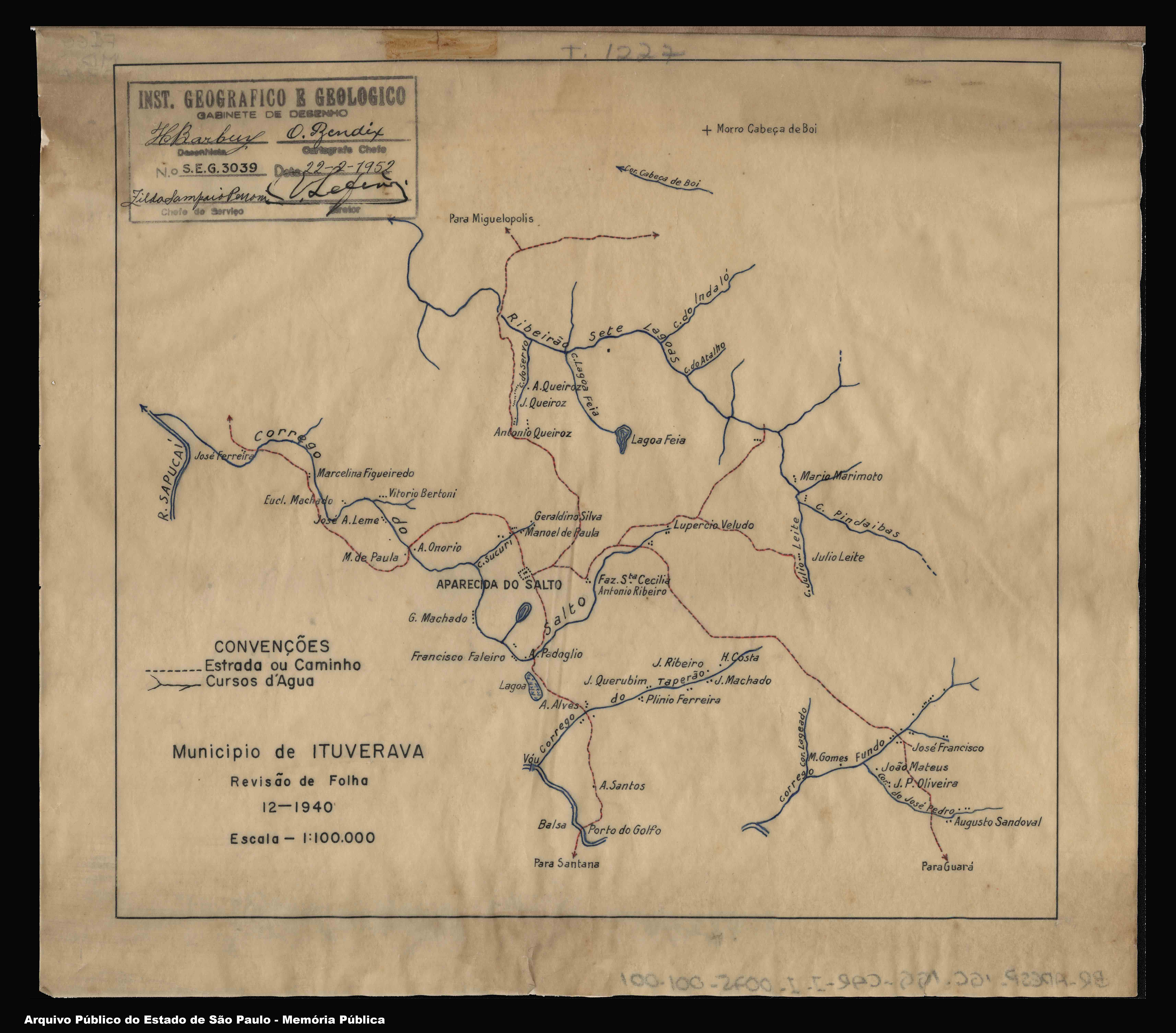
Planta de Ituverava, incluindo Aparecida do Salto.

## Geografia

### Demografia

#### População urbana
| Crescimento população urbana | Crescimento população urbana | Crescimento população urbana | Crescimento população urbana |
| Censo                        | Pop.                         |                              | %±                           |
| ---------------------------- | ---------------------------- | ---------------------------- | ---------------------------- |
| 1980                         | 817                          |                              | —                            |
| 1991                         | 928                          |                              | 13,6%                        |
| 2000                         | 956                          |                              | 3,0%                         |
| 2010                         | 863                          |                              | −9,7%                        |
| Fonte: IBGE e Fundação SEADE |                              |                              |                              |

Até o Censo 2010 (IBGE) Aparecida do Salto era classificado pelo IBGE como aglomerado rural.

### Rodovias
O povoado possui acesso à Rodovia Anhanguera (SP-330) e à Rodovia Doutor William Amin (SP-385) através de estradas vicinais.

## Serviços públicos

### Educação
- Creche Municipal "Prof. Aparecida Silva".
- EMEF "Dona Mariana Grellet Seixas"[5].

### Saúde
- PSF "Marcos Antônio Barbosa Sandoval"[6].

### Saneamento
O serviço de abastecimento de água é feito pelo Serviço Autônomo de Água e Esgoto (SAAE).
- Manancial de Abastecimento: Aquífero Serra Geral.
- Sistema de Abastecimento: ETA “Aparecida do Salto”[9]

### Energia
A responsável pelo abastecimento de energia elétrica é a CPFL Paulista, distribuidora do Grupo CPFL Energia.

## Religião
O Cristianismo se faz presente no povoado da seguinte forma:

### Igreja Católica
- A igreja faz parte da Diocese de Franca[13].

### Igrejas Evangélicas
- Congregação Cristã no Brasil[14].